# 김세필
김세필(金世弼, 1473년 ~ 1533년)은 조선 중기의 문신으로 자는 공석(公碩). 호는 십청헌(十淸軒) 또는 지비옹(知非翁), 시호는 문간(文簡), 본관은 경주이다.

## 생애
1495년 사마시를 거쳐 식년문과에 병과로 급제하였고 수찬과 지평에 올랐으나 1504년 갑자사화(甲子士禍)에 연루되어 거제도로 유배당했다. 1506년 중종반정으로 풀려나와 응교로 기용되고 부제학, 광주목사(廣州牧使), 전라도관찰사를 지냈다.
대사헌, 이조참판을 거쳐 1519년 사은사로 명나라에 다녀왔으나 기묘사화(己卯士禍)로 조광조(趙光祖)가 사형당하자 중종의 과오를 규탄하다가 유춘역에 장배되었다. 1522년 풀려났으나 고향으로 내려가 십청헌을 짓고 후진을 교육하였다.

### 사후
사후 학문 연구와 후학 양성의 공로를 인정받아 증직으로 이조판서에 추증되고 충주의 팔봉서원에 배향되었다. 문집에는 《십청집》이 있다.

## 가족 관계
- 고조부 : 김자수(金自粹)
- 증조부 : 김근(金根)
  - 할아버지 : 김영유(金永濡)
    - 아버지 : 김훈(金薰)
    - 어머니 : 송학의 딸
      - 부인 : 이탁의 딸
        - 아들 : 김저(金䃴)
        - 자부 : 신수의 딸

## 저서
- 《십청집》

## 같이 보기
- 기묘사화
- 조광조
- 김식
- 남곤
- 심정
- 김안로
- 윤임
- 문간공김세필묘역일원 - 경기도 문화재자료 제92호